# Hideki Shirakawa
Pour les articles homonymes, voir Shirakawa.
Hideki Shirakawa (20 août 1936 à Tokyo) est un chimiste japonais. Alan MacDiarmid, Alan Heeger et lui sont colauréats du prix Nobel de chimie de 2000 « pour leur découverte des polymères conducteurs ».

## Biographie
Hideki Shirakawa est né à Tokyo, au Japon, dans la famille d'un médecin militaire. Il a vécu au Mandchoukouo et à Taïwan pendant son enfance. Vers la troisième année, il a déménagé à Takayama, Gifu, qui est la ville natale de sa mère.
Titulaire d'un baccalauréat en génie chimique de l'Université de technologie de Tokyo (Tokyo Tech) en 1961, Shirakawa a également obtenu un doctorat de Tokyo Tech en 1966. Il a ensuite obtenu un poste d'assistant au Laboratoire des ressources chimiques de Tokyo Tech.
Alors qu'il travaillait comme assistant à Tokyo Tech au Japon, Shirakawa a développé du polyacétylène, qui a un aspect métallique. Ce résultat a intéressé Alan MacDiarmid lorsque MacDiarmid a visité Tokyo Tech en 1975.
En 1976, il a été invité à travailler dans le laboratoire d'Alan MacDiarmid en tant que boursier postdoctoral à l'Université de Pennsylvanie. Les deux ont développé la conductivité électrique du polyacétylène avec le physicien américain Alan Heeger.
En 1977, ils ont découvert que le dopage à la vapeur d'iode pouvait améliorer la conductivité du polyacétylène. Les trois scientifiques ont reçu le prix Nobel de chimie en 2000 en reconnaissance de cette découverte. En ce qui concerne le mécanisme de la conduction électrique, on pense fortement que les excitations non linéaires sous la forme de solitons jouent un rôle.
En 1979, Shirakawa est devenu un professeur adjoint à l'université de Tsukuba, trois ans plus tard, il a avancé à un professeur titulaire. En 1991, il a été nommé chef du département des sciences et de l'ingénierie de la Graduate School de Tsukuba (jusqu'en mars 1993) et chef du groupe de catégorie 3 de Tsukuba (jusqu'en mars 1997).
En 2010, il est professeur à l'université de Tsukuba.

## Prix et récompenses
- 1983 - Le Prix de la Société de Science Polymère, Japon
- 2000 - Prix SPSJ pour réalisations exceptionnelles en science et technologie des polymères
- 2000 - Prix Nobel de chimie
- 2000 - Ordre de la culture et sélectionné comme personne de mérite culturel
- 2000 - Professeur émérite de l'Université de Tsukuba
- 2001 - Prix spécial de la Société chimique du Japon
- 2001 - Membre de l'Académie japonaise des sciences
- 2006 - Professeur émérite de l'Université du Zhejiang